# Georges Delaroche
Georges Delaroche (ur. 12 stycznia 1902, zm. 9 listopada 1968) – francuski kierowca wyścigowy.

## Kariera
W swojej karierze wyścigowej Delaroche poświęcił się startom w wyścigach Grand Prix oraz w wyścigach samochodów sportowych. W latach 1924, 1931-1935 Francuz pojawiał się w stawce 24-godzinnego wyścigu Le Mans. W 1932 roku stanął na drugim stopniu podium w klasie 1.5, a w klasyfikacji generalnej był szósty. W sezonie 1934 odniósł zwycięstwo w klasie 1.5, a w klasyfikacji generalnej uplasował się na drugiej pozycji. Rok później nie zdołał osiągnąć linii mety.